# رنر اسپرینگز
رنر اسپرینگز (به انگلیسی: Renner Springs) شهرکی واقع در ایالت قلمرو شمالی در استرالیاست. این شهر در ۸۲۰ کیلومتری (۵۱۰ مایلی) جنوب شرق داروین و ۶۶۲ کیلومتری (۴۱۱ مایلی) شمال آلیس اسپرینگز واقع شده است.